# الکساندر لودرمان
الکساندر لودرمان (فرانسوی: Alexandra Ledermann‎؛ زادهٔ ۱۴ مهٔ ۱۹۶۹) سوارکار پرش اهل فرانسه بود.